# El Pujol (Sant Climent Sescebes)
El Pujol és una muntanya de 118 metres que es troba al municipi de Sant Climent Sescebes, a la comarca catalana de l'Alt Empordà.